# Xanthi
Xanthi (græsk: Ξάνθη, Xánthi, [ˈksanθi] ) er en by i regionen Vestthrakien, i det nordøstlige Grækenland. Den er hovedstaden i den regionale enhed Xanthi i periferien Østmakedonien og Thrakien.
Byen ligger ved foden af Rhodope-bjergene. Den er delt af Kosynthos-floden: i den vestlige del, hvor den gamle og den moderne by er placeret, og den østlige del, der et rigt naturmiljø. "Den gamle bydel i Xanthi" er kendt i hele Grækenland for sin karakteristiske arkitektur, der kombinerer mange byzantinske græske kirker med neoklassiske palæer af græske købmænd fra det 18. og 19. århundrede og osmanniske moskeer.  Andre vartegn i Xanthi omfatter det arkæologiske museum i Abdera og det græske folkekunstmuseum.
Xanthi er berømt i hele Grækenland (især Makedonien og Thrakien ) for sin årlige forårskarneval (græsk: καρναβάλι), som har en væsentlig rolle i byens økonomi. Over 40 kulturelle foreninger fra hele Grækenland deltager i karnevalsprogrammet. Festlighederne, der finder sted i perioden, omfatter koncerter, teaterstykker, musik- og danseaftener, udstillinger, en cykelbegivenhed, spil på gaden og genopførelse af gamle skikke.

## Navn
Der er to teorier om oprindelsen af dets navn: det blev enten opkaldt efter en datter af Oceanus og Tethys, eller efter Xanthi, en af amazonerne, der regerede i regionen, ifølge legenden.
Xanthi er kendt som "İskeçe" på tyrkisk og "Скеча" (Skecha) eller "Ксанти" (Ksanti) på bulgarsk.

## Xanthi i dag
I dag er Xanthi en moderne by, rig på historie, traditioner og skikke, og med mange attraktioner for de besøgende (inklusive de omkringliggende områder). Xanthi er kendt som byen med tusind farver, og ligesom Komotini og Didymoteicho har en stor befolkning af tyrkisktalende muslimer, der dateres til den osmanniske periode. Den muslimske befolkning i Østmakedonien og Thrakien stammer fra den osmanniske periode, og i modsætning til de tyrkiske muslimer og græske muslimer i det græske Makedonien og Kreta blev de undtaget fra den græsk-tyrkiske befolkningsudveksling i 1922-23 efter Lausanne-traktaten. I 1972 planlagde de græske myndigheder at rive byens vartegn, klokketårnet, bygget af pomak Hadji Emin Aga i 1870 ned. Denne beslutning resulterede i protester fra de lokale muslimer, og planerne blev aflyst.

## Kommune
Kommunen Xanthi blev dannet ved kommunalreformen i 2011 ved sammenlægning af følgende 2 tidligere kommuner, der blev til kommunale enheder: 
- Stavroupoli
- Xanthi

Kommunen har et areal på 495.118 km2, den kommunale enhed 153.116 km2.

## Galleri
- Nestos-floden uden for byen
- Græsk-ortodoks metropol
- Gamle tobakslagre, i dag et restaureret museum
- Gamle palæer
- Gade i den gamle bydel[7]
- Bro fra den osmanniske tid
- Xanthi klokketårn
- Den græske Nationalbanks bygning
- Den gamle bydel
- Krigsmindesmærke